# Unió Pro Pàtria
Unió Pro Pàtria, en estonià Erakond Isamaaliit, fou un partit polític d'Estònia d'ideologia conservadora fundat el 1995. El 2006 es va unir al Partit Res Pública per a formar la Unió Pro Pàtria i Res Pública. La fusió va ser aprovada per les assemblees generals d'ambdós partits a Pärnu el 4 de juny 2006. Encara que originalment el nom havia de ser Per Estònia (Eesti Eest), finalment fou rebutjat i el nou partit fou enregistrat el 15 d'octubre de 2006 amb el nom actual (Isamaa ja Res Publica Liit). Segons els estatuts del partit, el programa es basa en la democràcia cristiana i el nacionalisme.

## Història
El partit va ser fundat el 2 de desembre de 1995 per la fusió dels Partit per la Independència Nacional d'Estònia (ERSP, Eesti Rahvusliku Sõltumatuse Partei) i el Partit de Coalició Nacional «Pro Patria» (Rahvuslik Koonderakond "Isamaa"). La majoria dels membres fundadors d'aquest últim havien estat els dissidents polítics durant l'era soviètica i ha participat activament en el moviment per a recuperar la independència nacional finals del decenni de 1980 i principis de 1990. El Partit de Coalició Nacional «Pro Patria» va ser fundat el setembre de 1992 de la fusió de quatre partits:
- Partit Demòcrata Cristià (Kristlik-demokraatlik Erakond)
- Unió Demòcrata Cristiana (Kristlik-Demokraatlik Liit)
- Partit Popular Conservador (Konservatiivne Rahvaerakond),
- Partit de la Coalició Republicana (Vabariiklaste Koonderakond)

Els tres últims deixaren el Partit de la Pàtria el 1994, i el Partit Democràtic Liberal (Liberaaldemokraatlik Partei) formà part de la coalició electoral però no hi va voler fusionar. El 1994, els grups dissidents van formar el seu propi Partit Popular de Republicans i Conservadors. Toivo Jürgenson va ser elegit primer president del partit i va ocupar el càrrec fins a 1998; més tard va esdevenir ministre de transports i comunicacions.

## Al govern i l'oposició
L'historiador Mart Laar, ex president de la coalició Nacional «Pro Patria» i primer ministre d'Estònia de 1992 a 1994 va ser elegit el nou president del partit el 24 d'octubre de 1998. Es presentà a les eleccions legislatives de 1999 i va obtenir 18 escons. Mart Laar fou nomenat novament primer ministre d'un govern de coalició que va caure el 28 de gener de 2002. El partit fou també membre del Partit Popular Europeu i a les eleccions europees de 2004 va treure un eurodiputat, Tunne Kelam, president del partit de setembre de 2002 a abril de 2005.
A les eleccions legislatives estonianes de 2003 va obtenir 7 escons al Riigikogu, el parlament, i va passar a l'oposició. Llur programa proposava, entre d'altres, una reforma electoral que donaria vots addicionals a les mares segons el nombre de fills menors de setze anys que tinguessin. Des d'abril 2005 el president del partit va ser Tõnis Lukas fins que el 2006 fa fusionar amb Res Publica. Va demetre el 2023 per el resultats dolents a les eleccions. L'historiador i arxiver Aimar Altosaar fou reelegit secretari general el 2005, després d'haver-ho estat de 1996 a 1999. El diari oficial del partit és Tribüün (La Tribuna), creat el 2001.
Per a les eleccions locals de la rerevera de 2005 la Unió Pro Patria va signar un acord de cooperació amb la Associació de Pagesos (Põllumeeste Kogu) el 6 de juliol 2005 i amb el Partit Democràtic Estonià (Eesti Demokraatlik Partei) el 12 de juliol de 2005, i el partit va obtenir molts bons resultats: va créixer de 0 a 7 escons a l'ajuntament de Tallinn. L'abril de 2006, Mart Laar, un exlíder del partit i dues vegades primer ministre va rebre el Premi Milton Friedman per l'Avanç de la Llibertat, en reconeixement de la seva política de privatització i de ultraliberalisme econòmic.

## Resultats electorals

### Eleccions legislatives[Cal actualitzar]
| Any  | Líder       | Vots   | Vots | Vots | Escons   | Escons | Pos. | Govern             |
| Any  | Líder       | #      | %    | ±    | #        | ±      | Pos. | Govern             |
| ---- | ----------- | ------ | ---- | ---- | -------- | ------ | ---- | ------------------ |
| 1999 | Mart Laar   | 77,917 | 16.1 | –    | 18 / 101 | –      | 2n   | Coalició (1999–02) |
| 2003 | Tunne Kelam | 36,169 | 7.3  | 8.8  | 7 / 101  | 11     | 5è   | Oposició           |

### Parlament Europeu[Cal actualitzar]
| Any  | Líder     | Vots   | Vots | Vots | Escons | Escons | Pos. | Grup   |
| Any  | Líder     | #      | %    | ±    | #      | ±      | Pos. | Grup   |
| ---- | --------- | ------ | ---- | ---- | ------ | ------ | ---- | ------ |
| 2004 | Mart Laar | 24,375 | 10.5 | –    | 1 / 6  | –      | 4t   | EPP-ED |